# 阿尔泰醋栗
阿尔泰醋栗（学名：Ribes aciculare）为虎耳草科茶藨子属下的一个种。阿尔泰醋栗产自中國新疆阿尔泰山区、以及蒙古、东西伯利亚、西西伯利亚和中亚。

## 扩展阅读
- 維基物種上的相關：阿尔泰醋栗